# Concerto

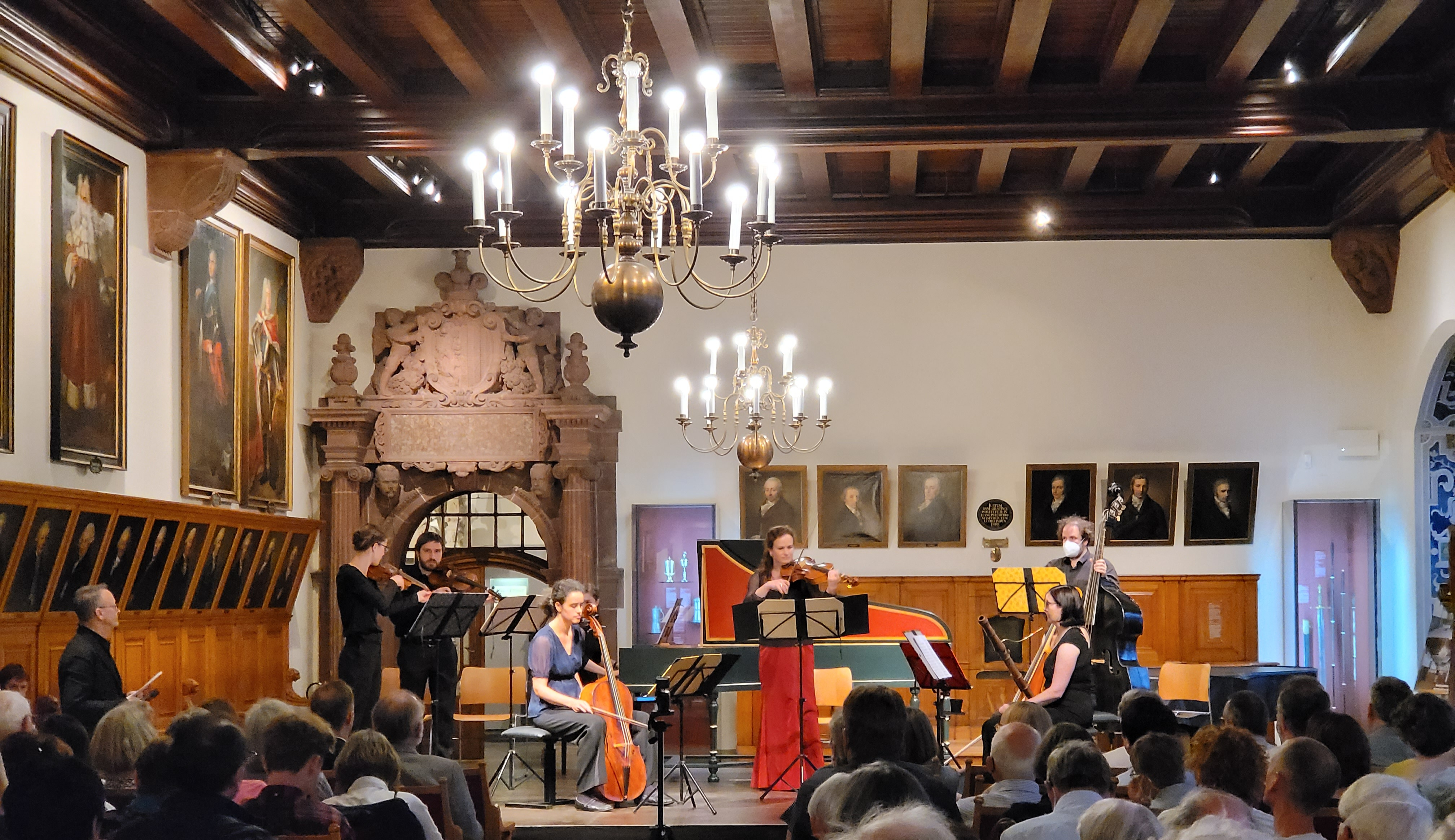
Création du Concerto in Re per diversi strumenti de Rudolf Lutz le 16 juin 2022 dans la salle des fêtes de l'ancien hôtel de ville de Leipzig par la Camerata Bachiensis.

Le concerto (mot français d'origine italienne ; pluriel : concertos ou parfois concerti) est un genre musical composé généralement de trois mouvements (un rapide, un lent, un rapide), où un ou plusieurs solistes dialoguent avec un orchestre. D'origine italienne, il se développa pendant la période baroque et fut une des formes musicales les plus prisées pendant les périodes classiques et romantiques.

## Naissance
L'étymologie du terme renvoie à deux courants parallèles et complémentaires de son histoire. Concertare qui englobe l’idée de rivaliser, de se quereller, de lutter notamment en paroles, se différencie de conserere, qui a une signification de lien, de jonction mais qui peut être aussi l’idée de mettre aux prises. La première acception détermine la base du concerto de soliste d’essence virtuose alors que la deuxième suppose l’égalité des partenaires dont le nombre et la fonction ne sont pas délimités : c’est le principe du « concert à la française ». Le concerto, dont la naissance est liée à celle du style concertant vers le début du XVIIe siècle, lorsque l’apparition de la basse continue généralise l’usage de la monodie accompagnée, succédant au style polyphonique à l'honneur depuis le Moyen Âge, repose sur la notion de dialogue préférée à celle de continuité du langage polyphonique.

## Typologie
Chronologiquement, le terme concerto s’applique d’abord à des pièces religieuses mêlant voix et instruments (Concerty ecclesiastici de Lodovico Grossi da Viadana, Petits Concerts spirituels d’Heinrich Schütz par exemple). Le concerto a donc des origines vocales par la mise en vedette d’un personnage, par un jeu de répliques, d’alternances avec l’ensemble, mais aussi par l’improvisation et l’ornementation laissées au soliste et plus tard dans la cadence. Le concerto purement instrumental, qui se développe en Italie durant la seconde moitié du XVIIe siècle, prend tout d’abord la forme d’un dialogue entre un petit groupe d’instruments solistes (le concertino ) et la masse de l’orchestre, ou ripieno, dite encore « concerto grosso », terme qui finit par définir le genre lui-même.
On en distingue deux sortes, selon leur destination : le concerto da chiesa (concerto d’église), de style sévère et grave, composé de quatre mouvements dans l’ordre lent-vif (fugué) -lent-vif, et le concerto da camera (concerto de chambre), à usage profane, de caractère plus léger, et beaucoup plus libre dans la forme, comprenant de nombreuses danses.

## Compositeurs célèbres
Les trois musiciens à l'origine du concerto sont Arcangelo Corelli (1653-1713), Giuseppe Torelli (1658-1709) et Antonio Vivaldi (1678-1741), que suivirent quelques compositeurs à peine moins brillants, parmi lesquels Giuseppe Tartini (1692-1770), Francesco Geminiani (1687-1762), élève de Corelli et d'Alessandro Scarlatti (1660-1725), ou encore Pietro Antonio Locatelli (1695-1764).
À travers ses concertos, Vivaldi contribue à l'établissement de l'une des premières caractéristiques de la forme reprise au cours des siècles suivants : une démonstration du jeu des virtuoses, souvent par le compositeur lui-même. Le concerto pour violon a aussi fortement influencé l'évolution de la technique du violon, par l'écriture inter-cordes et la mise au point de différentes techniques d'archet. Vivaldi est le premier compositeur à utiliser systématiquement la forme du ritornello, qui devint ensuite la norme pour les mouvements rapides des concertos. Le ritornello est une section qui revient dans différentes tonalités et est jouée par l'orchestre entier. Elle alterne avec des sections dominées par le soliste (épisodes) qui, dans son œuvre, étaient souvent de véritables exercices de virtuosité. Il établit pratiquement le format ternaire du concerto (allegro, andante, allegro) et est parmi les premiers à introduire des cadenza dédiée au soliste.
Si Giuseppe Torelli en reste l'inventeur, le véritable initiateur de la formule et de son succès est Antonio Vivaldi, auteur de très nombreux concertos pour une grande variété d'instruments (violon, violoncelle, mandoline, flûte, hautbois, basson, etc. et leur combinaison con molti strumenti). Nombre de ses contemporains devaient lui emboîter le pas, avec plus ou moins d'originalité.
Certains sont des novateurs : Georg Friedrich Haendel avec ses douze concertos pour orgue et Jean-Sébastien Bach avec ses treize concertos pour 1 à 4 clavecins. Ce dernier écrit même le Concerto italien où son génie lui permet de faire jouer au seul claveciniste, une partie de soliste, en opposition avec une partie de tutti.
La période classique voit l'explosion du nombre de concertos de Joseph Haydn (onze concertos pour piano, trois pour violon, deux pour violoncelle, un pour trompette et un pour cor) et surtout de Wolfgang Amadeus Mozart (vingt-trois concertos pour piano, cinq pour violon, quatre pour cor, deux pour flûte, un pour flûte et harpe, un pour clarinette et un pour basson).
Beaucoup d'autres compositeurs de cette époque œuvrent pour le genre, comme Karl Ditters von Dittersdorf, Franz Anton Hoffmeister et Johannes Matthias Sperger, et permettent à beaucoup d'instrumentistes - et d'instruments comme le violoncelle, le basson, la contrebasse, l'alto… - de s'exprimer.
C'est Beethoven qui inaugure le concerto à l'aube du romantisme, avec ses cinq concertos pour piano et son monumental concerto pour violon. Son exemple est suivi par de nombreux compositeurs : le concerto rivalise avec la symphonie dans le répertoire des grandes formations orchestrales.
Généralement, le concerto comporte trois mouvements :
- le premier, vif, de « Forme sonate » ;
- le second, lent, de forme « lied » ou « thème varié » ;
- le dernier, rapide, de forme « rondo ».

Ce ne sont pourtant que des caractères généraux, et les plus grands compositeurs se gardent bien de brider leur génie par le respect de formes figées.
La plus grande variété d'instruments solistes a été utilisée pour des concertos : voix, piano, clavecin, orgue, violon, alto, violoncelle, flûte, hautbois, clarinette, basson, mandoline, cor, trompette, tuba, harpe, guitare, etc. Certains compositeurs ont écrit des doubles ou triples concertos, confrontant plusieurs solistes (Bach, Mozart, Beethoven et Brahms).

## Le concerto baroque
On confond souvent le concept baroque ou classique de concerto avec le concerto soliste du XIXe siècle, alors que les deux n’ont guère que le nom en commun. Le concerto baroque n’est pas une pièce en solo, avec un soliste qui prédomine et un orchestre qui accompagne, bien qu’on le conçoive souvent aujourd’hui comme tel. L’essence du concerto à sa naissance est le dialogue, la rivalité de différents groupes.
Le concerto baroque peut aussi bien être une pièce de musique de chambre pour quelques instruments qu’une œuvre orchestrale pour cinquante musiciens. Il suffit qu’il soit bâti sur une forme d’alternance typique de l’énoncé musical, à la façon d’une discussion. L’ossature formelle est donnée par les passages en tutti, dans lesquels tous les participants, y compris les éventuels solistes, jouent ensemble. Le fait de « concerter » peut opposer un ou plusieurs solistes, ou des solistes et des ripiénistes, ou se dérouler au sein de l’orchestre.
Par comparaison avec la sonate classique, le concerto baroque semble dépourvu de direction harmonique. Par ailleurs si on les compare aux concertos de bravoure du XIXe siècle en fonction de la partie soliste, les concertos baroques — ceux de Vivaldi jusqu’à ceux de Bach — apparaissent comme les premières concessions à l’ego des virtuoses. Les principes harmoniques du concerto baroque sont organisés à partir d’intentions différentes. Les éléments de contrastes et d’amplitude dynamiques — qui sont au cœur de l’idée de concerto — y sont aussi manifestes que dans le concerto classique mais sont obtenus par des moyens directs. Au lieu de subtiles gradations de modulations caractéristiques de la tonalité classique, on trouve ici une opposition de texture et de niveau dynamique. Il n’y a pas équation dans le concerto baroque entre changement de tonalité et changement de thème. Il s’ensuit que le principe à la base du concerto baroque utilise un vocabulaire thématique plus restreint. L’essentiel dans les rapports thématiques de l’œuvre concertante de Vivaldi n’est pas leur individualité mais leur interdépendance.
Il s’ensuit une sensualité et une imagination débordante où la sonorité des cordes prédomine et où l’abondante ornementation est improvisée par des interprètes imaginatifs donnant sa pleine mesure à la virtuosité soliste.

## Le concerto auXIXesiècle
Tout au long du XIXe siècle, le piano et le violon sont les instruments de prédilection de compositeurs souvent eux-mêmes interprètes virtuoses ; c'est notamment le cas des pianistes Franz Liszt et Frédéric Chopin, ainsi que du violoniste Niccolo Paganini. Le rôle du soliste se trouve largement renforcé dans l'exposition thématique et le développement central. Sa virtuosité s'exprime surtout dans la cadence qui, autrefois improvisée, est désormais entièrement écrite.

## Le concerto auXXesiècle
Les recherches formelles entreprises dès le XIXe siècle perdurent au XXe siècle, parfois jusqu'à l'éclatement pur et simple. Si, thématiquement et esthétiquement parlant, certaines œuvres restent fondamentalement héritières du siècle précédent (les trois premiers concertos de Sergueï Rachmaninov, par exemple, influenceront nombre d'œuvres concertantes), l'heure est au changement et à l'invention : ainsi des concertos de Bartok (n'a-t-il pas écrit, d'ailleurs, un Concerto pour orchestre, suivant ainsi l'exemple de Hindemith ?) ou de Chostakovitch, du fameux Concerto pour la main gauche de Ravel, etc. Peu à peu, on rapprochera le genre avec celui de la rhapsodie (par exemple l'œuvre, concertante, de Gershwin : Rhapsodie in Blue).
Exceptionnellement, le terme « concerto » a été employé pour une pièce de musique de chambre dans le cas du Concerto pour violon, violoncelle et piano (1932) du compositeur italien Franco Alfano, probablement en raison de son écriture virtuose.
À noter également la contribution de John Serry (père), dont le Concerto pour accordéon (pour Bassetti Accordéon) composé en 1964 illustre les tonalités orchestrales de l'accordéon et son potentiel en tant que membre légitime de l'orchestre,,,,.

### Traités d'orchestration
- Hector Berlioz et Joël-Marie Fauquet, De l'instrumentation, Paris, Le Castor astral, coll. « Les inattendus », 1994, 169 p. (ISBN 2-85920-227-7)
- Hector Berlioz, Traité d'instrumentation et d'orchestration, Paris, Henry Lemoine, 1843, réed.1993, 312 p. (ISMN 979-0-2309-4518-9).
- François-Auguste Gevaert, Nouveau traité d'instrumentation, Paris-Bruxelles, Lemoine & Fils, 1885, 340 p.  (Texte disponible sur www.imslp.org)
- Charles Koechlin, Traité de l'orchestration, vol. 1, Paris, Éditions Max Eschig, 1954, 322 p.
- (en) Paul Mathews, Orchestration : an anthology of writings, New York, Routledge, 2006, 230 p. (ISBN 0-415-97683-9)
- (en) (ru) Nikolaï Rimski-Korsakov et Maximilian Steinberg (trad. Edward Agate), Principles of Orchestration (Основы оркестровки), vol. 1, Berlin, Editions Russes de Musique,‎ 1913, trad.1922, 152 p.
- Charles-Marie Widor, Technique de l'orchestre moderne, Paris, Henry Lemoine, 1925, 200 p.